# NGC 7812
NGC 7812 је спирална галаксија у сазвежђу Вајар која се налази на NGC листи објеката дубоког неба.
Деклинација објекта је - 34° 14' 9" а ректасцензија 0h 2m 54,2s. Привидна величина (магнитуда) објекта NGC 7812 износи 13,1 а фотографска магнитуда 13,9. NGC 7812 је још познат и под ознакама ESO 349-21, MCG -6-1-16, IRAS 00003-3431, PGC 195.